# Cruria xanthosoma
Cruria xanthosoma är en fjärilsart som beskrevs av Jordan 1912. Cruria xanthosoma ingår i släktet Cruria och familjen nattflyn. Inga underarter finns listade i Catalogue of Life.